# Таурохолевая кислота
Таурохолевая кислота — одна из жёлчных кислот. Эмпирическая формула C26H45NO7S.
Находится в жёлчи многих животных. Получить её в чистом виде довольно трудно, потому что она находится обыкновенно в смеси с гликохолевой кислотой; только в жёлчи собаки и питона примеси гликохолевой кислоты нет.
Для получения таурохолевой кислоты из собачьей жёлчи поступают так: жёлчь переводят в таурохолевокислый натрий, растворяют его в воде и осаждают уксусно-свинцовой солью и аммиаком. Отфильтрованный осадок смешивают со спиртом и разлагают серной кислотой, сгущают раствор до очень малого объёма и осаждают большим избытком эфира. Получающийся при этом сиропообразный осадок при продолжительном отстаивании переходит в прозрачные, блестящие, расплывающиеся на воздухе кристаллы таурохолевой кислоты. Получают таурохолевую кислоту из собачьей жёлчи еще и другим способом: жёлчь выпаривается досуха, извлекается спиртом и вновь выпаривается; полученный сухой остаток растворяется в небольшом количестве абсолютного алкоголя, и из этого раствора эфиром осаждают таурохолевокислый натрий, который растворяют в воде и разлагают уксусно-свинцовой солью и аммиаком. Полученный осадок растворяют при кипячении в абсолютном алкоголе, осаждают сероводородом, выпаривают и очищают эфиром.
Из жёлчи рогатого скота таурохолевая кислота получается следующим образом: жёлчь осаждается средней уксусно-свинцовой солью, а фильтрат по частям — основной уксусно-свинцовой солью; при первом осаждении получается главным образом гликохолевая кислота, при втором — постепенно получается всё более и более чистая таурохолево-свинцовая соль. Осадок этой соли растворяют в горячем спирте, выливают в воду, собирают получающийся осадок, высушивают, вновь растворяют в спирте и разлагают серной кислотой. После этого раствор сгущают в разреженном пространстве; через некоторое время из него выпадают кристаллы таурохолевой кислоты.
Таурохолевая кислота растворима в воде и спирте, менее в эфире. При выпаривании раствора на водяной бане или при кипячении с баритовой водой она расщепляется на таурин и холевую кислоту. Такое же расщепление происходит под влиянием кислот, щелочей и гнилостных бактерий. Таурохолевая кислота обладает ясно выраженными кислотными свойствами и представляет довольно сильное антисептическое средство. Она является превосходным реактивом для количественного определения белков; хотя танин и фосфорно-вольфрамовая кислота также чувствительны, но они иногда разлагают пептоны и альбуминоиды, чего никогда не бывает с таурохолевой кислотой. Таурохолевая кислота (уже 0,2—0,5 %) препятствует гниению мясного настоя, останавливает спиртовое и молочное брожение (достаточно 0,25 %). Из солей известны соли натрия и калия: NaC26H44NSO7 — кристаллическая, вращает плоскость поляризации вправо, сильно антисептическая; KC26H44NSO7 — также кристаллическая.

## Кишечно-печёночная циркуляция таурохолевой кислоты
Таурохолевая кислота образуется в печени человека и некоторых животных, как соединение (конъюгат) холевой кислоты и таурина и поэтому относится к так называемым парным кислотам. Кроме таурина холевая кислота также конъюгирует с глицином, в результате чего возникает другая парная кислота — гликохолевая.
В кишечнике эмульгирует жиры, активируя липазу и стимулируя всасывание свободных жирных кислот. До 90—95 % тауроохолевой кислоты (в виде холевой кислоты и других соединений) всасывается в кишечнике в кровь и по воротной вене обратно попадает в печень, где холевая кислота переносится из крови в жёлчь и вновь конъюгируется с таурином и глицином. В течение суток так называемая кишечно-печёночная циркуляция жёлчных кислот происходит до 10 раз.